# Samsung Galaxy Note 10.1
De Samsung Galaxy Note 10.1 (serienummer GT-N8000) is een handzame draagbare personal computer, ofwel tablet, van het Zuid-Koreaanse bedrijf Samsung dat werd uitgebracht in augustus 2012. De tablet is de grotere variant van de Samsung Galaxy Note, een phablet die binnen een jaar meer dan 10 miljoen keer verkocht werd. De tablet is beschikbaar in de kleuren zwart en wit en met de mogelijkheid van een draadloze verbinding (Wifi) op het internet.

## Software
De tablet maakt gebruik van het besturingssysteem Google Android 4.0.4 (update naar Android 4.4.2 (KitKat) is inmiddels beschikbaar), deze versie wordt ook wel Ice Cream Sandwich genoemd. Net zoals vele andere Android-fabrikanten gooit Samsung over de tablet een eigen grafische schil heen, namelijk TouchWiz UI. Op de tablet zijn vele applicaties te vinden, zoals Adobe Photoshop Touch, Polaris Office en S-Note.

## Fysieke kenmerken
Zoals de naam al weergeeft, heeft de Galaxy Note 10.1 een schermdiagonaal van 25,6 cm (10,1 inch). Het lcd-scherm heeft een WXGA-resolutie (1280 x 800 pixels). Het scherm heeft een beeldverhouding van 16:10.
De tablet draait op een Samsung Exynos 4412-processor die gebaseerd is op een ARM Cortex-A9. De chipset bestaat uit vier kernen, wat ook wel "quad core" genoemd wordt. De processor is geklokt op 1,4 GHz. Het werkgeheugen bedraagt 2 GB RAM en het opslaggeheugen is er in een 16GB-, 32GB- en 64GB-versie, die allebei tot 64 GB uitgebreid kunnen worden via een microSD-kaartje.
De Note 10.1 is 257,8 mm lang, 175,3 mm breed en 8,9 mm dik. De versie zonder 3G weegt 597 gram, de versie met weegt 600 gram.
De tablet heeft een lithium-ion-batterij met een capaciteit van 7000 mAh. De tablet beschikt over twee camera's: een aan de achterkant van 5 megapixel en een aan de voorkant van 1,9 megapixel om te kunnen videobellen. Tevens beschikt de tablet over een flitser.

## S-Pen
Een van de belangrijkste kenmerken van de Note 10.1 is de bijbehorende 'S-Pen', waarmee dingen op het scherm geselecteerd kunnen worden, een deel van de pagina kan worden geknipt en gekopieerd, en vervolgens kan deze selectie geplakt en bewerkt worden via een speciaal bijgeleverde bewerkingsprogramma. In de zijkant van de behuizing is een speciaal gat te vinden waar de gebruiker de stylus kan stoppen.